# 우킨렉 마르
우킨렉 마르(Ukinrek Maars)는 알래스카주에 있는 해발 91m의 높이는 낮고 크기는 크고 넓은 마르형 화산으로, 폭발 화구이다. 이 마르형 화산은 마그마 수증기 폭발에 의해 만들어졌으며, 현재는 쉬고 있다. 그러나 화구호나 유황호는 남아있다. 1977년에 마지막으로 분화하였으며, 지금은 분화를 멈췄다.